# Clyde Scott
Clyde Luther Scott (Dixie, 29 agosto 1924 – 30 gennaio 2018) è stato un ostacolista e giocatore di football americano statunitense.

## Palmarès

### Olimpiadi
- Argento a Londra 1948 nei 110 metri ostacoli.